# Jean-Paul Farré
Jean-Paul Farré est un acteur, musicien, chanteur et metteur en scène français né le 3 mars 1948 à Paris 15e.

## Biographie
Il naît le 3 mars 1948, rue du Théâtre dans le 15e arrondissement de Paris.

### Carrière
À 17 ans en 1965, Jean-Paul Farré entre au Cours « Jean Périmony ». Depuis, il est, au théâtre, auteur, pianiste depuis 1974, dans des one-man-shows originaux, ses propres créations artistiques à tendance burlesque musicale, qu'il préfère appeler « spectacles en solitaire », où il joue différents personnages du théâtre classique et contemporain.
En 1982, il a créé sa propre compagnie : « La Compagnie des Claviers » avec Joëlle Cousinaud. 
S'il se produit essentiellement sur scène, il effectue nombre de rôles secondaires au cinéma et à la télévision en parallèle, notamment chez Claude Zidi et Bertrand Tavernier.

### Vie privée
Il partage sa vie avec la musicienne Muriel Raynaud (née en 1963). Leur future tombe, située au cimetière du Père-Lachaise (division 81), est prête et leurs noms y sont déjà inscrits.

## Filmographie

### Cinéma

#### Longs métrages
- 1968 : La Grande Lessive (!) de Jean-Pierre Mocky
- 1972 : L'An 01 de Jacques Doillon
- 1974 : Sérieux comme le plaisir de Robert Benayoun
- 1974 : Que la fête commence de Bertrand Tavernier
- 1974 : Les Bidasses s'en vont en guerre de Claude Zidi : le vendeur de cravates
- 1975 : Pas de problème de Georges Lautner
- 1975 : La Fille du garde-barrière de Jérôme Savary
- 1976 : Cours après moi que je t'attrape de Robert Pouret
- 1977 : Comme sur des roulettes de Nina Companeez
- 1978 : Vas-y maman de Nicole de Buron
- 1978 : Les Ringards de Robert Pouret
- 1979 : La Fille de Prague avec un sac très lourd de Danielle Jaeggi
- 1980 : Comment passer son permis de conduire de Roger Derouillat
- 1980 : Le Roi des cons de Claude Confortès
- 1982 : Tête à claques de Francis Perrin
- 1982 : Les Sous-doués en vacances de Claude Zidi : le scientifique
- 1983 : Le Joli cœur de Francis Perrin : le psychiatre
- 1983 : Y a-t-il un pirate sur l'antenne? de Jean-Claude Roy
- 1983 : Rock 'n Torah de Marc-André Grynbaum
- 1983 : La Femme publique d'Andrzej Zulawski
- 1985 : Paulette, la pauvre petite milliardaire de Claude Confortès
- 1986 : Lévy et Goliath de Gérard Oury
- 1987 : Les Deux Crocodiles de Joël Séria : le vétérinaire
- 1988 : Trop belle pour toi de Bertrand Blier
- 1989 : Le Brasier d'Éric Barbier
- 1991 : Tableau d'honneur de Charles Némès
- 1994 : Dieu, l'amant de ma mère et le fils du charcutier d'Aline Issermann
- 1996 : Tenue correcte exigée de Philippe Lioret
- 1996 : Swamp ! d'Eric Bu
- 1998 : L'Ami du jardin de Jean-Louis Bouchaud
- 1998 : Astérix et Obélix contre César de Claude Zidi
- 2000 : Le Pacte des loups de Christophe Gans
- 2006 : Jean de La Fontaine, le défi de Daniel Vigne
- 2013 : Quai d'Orsay de Bertrand Tavernier

#### Courts métrages
- 1987 : Démons, Zeimert veille... de Robert Millié
- 1993 : Le Condamné de Xavier Giannoli
- 1996 : Le Retour de l'ascenseur d'Hervé Jacubowicz
- 1998 : Jamais 203 de Véronique Seret
- 2000 : Dans la lune de Cyril Delvart

### Documentaire
- 2022 : Lucien Rudaux, l'éclipsé de Vincent Pouchain

### Télévision
- 1973 : La Provinciale d'Ivan Tourgueniev, réalisation Philippe Laïk
- 1979 : L'Hôtel du libre échange de Georges Feydeau, réalisation Guy Séligmann
- 1979 : Joséphine ou la comédie des ambitions de Robert Mazoyer
- 1979 : Jean le Bleu d'Hélène Martin
- 1979 : Messieurs les Jurés : L'Affaire Brouchaud de Nat Lilenstein
- 1980 : Les Mystères de Paris d'André Michel
- 1980 : Le Grand Fossé de Yves Ciampi
- 1982 : Le Serin du major d'Alain Boudet
- 1982 : Les Cinq Dernières Minutes, épisode : L'Impasse des brouillards de Claude Loursais
- 1982 : Le village dans les nuages, de Christophe Izard : Vincent Korlak, metteur en scène d'arrière-garde
- 1984 : Les Malheurs de Malou de Jeanne Barbillon
- 1985 : Les Enquêtes du commissaire Maigret, épisode : Maigret au Picratt's de Philippe Laïk
- 1985 : Les Cinq Dernières Minutes (saison 2, épisode 14 : Tilt) de Jean-Pierre Desagnat
- 1988 : Les Cinq Dernières Minutes (Eh bien, chantez maintenant) d'Alain Franck
- 1989 : Douce France de Don Kent
- 1995 : Arthur Rimbaud, l'homme aux semelles de vent de Marc Rivière
- 1998 : Louise et les Marchés de Marc Rivière
- 2001 : Gardiens de la mer de Christiane Lehérissey
- 2001 : Le Châtiment du Makhila de Michel Sibra
- 2002 : Chère fantôme d'Éric Woreth
- 2003 : Saint-Germain ou la Négociation de Gérard Corbiau
- 2006 : Central Nuit (1 épisode)
- 2011 : Isabelle disparue de Bernard Stora

### Doublage
- 2001 : Chevalier

## Théâtre

### Comme auteur de pièces et interprète
- 1981 : Le faisceau fantôme de Richard Laser  - La Péniche-Théâtre au Festival d'Avignon
- 1984 : D’Azincourt à Verdun ou les avatars de la boucherie française - Théâtre des Quartiers Ivry
- 1989 : Au Quatrième Tome il sera exactement 17 heures 89 minutes - Mise en scène de Jean-Luc Moreau - Printemps des Comédiens , Montpellier, Festival d'Avignon
- 1991 : Casting don Juan - Mise en scène de Vincent Colin - Espace Jacques Prévert, Aulnay-sous-Bois
- 1992 : Les idiots du Théâtre - Mise en scène de Ghislaine Lenoir - Festival Humour, Conflans-Sainte-Honorine
- 1996 : Blanche scène et les sept papes
- 2002 : Cinquante cinq dialogues au carré ou les 3025 répliques qui restèrent dans le trou du souffleur ou encore De l'état du Théâtre en ce début de XXIe siècle - Mise en scène d'Anne Bourgeois - rôle : Impair - Théâtre National de Chaillot
- 2005 : Secret défense - De Jean-Paul Farré et Christian Giudicelli - Mise en scène de Jean-Marie Lecoq et Anne-Marie Gros - Musique de Thierry Boulanger - Rôle : Napoléon - Théâtre Daniel-Sorano, Vincennes
- 2006 : L'Illusion chronique - Mise en scène de Ghislaine Lenoir - L'atelier du Plateau, Théâtre du Lucernaire

### Comme comédien

#### Années 1960
- 1967 : Arlequin valet de deux maîtres de Carlo Goldoni, mise en scène Jean-Louis Thamin, Théâtre de la Gaîté-Montparnasse
- 1968 : Le Brave Soldat Chvéïk de Jaroslav Hašek, mise en scène José Valverde, Théâtre Hébertot

#### Années 1970
- 1970 : Le Roi nu d'Evguéni Schwartz, mise en scène Christian Dente, Festival d'Avignon
- 1971 : Il faut que le sycomore coule de Jean-Michel Ribes, mise en scène de l'auteur, Théâtre de Plaisance
- 1971 : La Nuit des rois de William Shakespeare, mise en scène Denis Llorca, Festival du Marais Hôtel d'Aumont
- 1972 : La Nuit des rois de William Shakespeare, mise en scène Denis Llorca, Théâtre de l'Ouest parisien
- 1972 : La Mort des fantômes de Bernard Dabry, mise en scène Denis Llorca, Théâtre de l'Ouest parisien
- 1972 : Jésus-Fric supercrack d'Alain Scoff, mise en scène de l'auteur, Théâtre Mouffetard
- 1972 : Henri IV de William Shakespeare, mise en scène Denis Llorca, Festival national de Bellac
- 1973 : Smoking ou Les Mauvais Sentiments de Jean-Pierre Bisson, mise en scène de l'auteur, Festival d'automne à Paris
- 1974 : Cesare 1950 de Jean-Pierre Bisson, mise en scène de l'auteur, Festival d'Avignon
- 1974 : Good bye Mr. Freud de Copi et Jérôme Savary, mise en scène Jérôme Savary, Théâtre de la Porte-Saint-Martin
- 1975 : Le Balcon de Jean Genet, mise en scène Antoine Bourseiller, Théâtre du Gymnase
- 1975 : Cesare 1950 de Jean-Pierre Bisson, mise en scène de l'auteur, Théâtre de Nice
- 1976 : Le Rire du fou de Gabriel Garran, mise en scène Gabriel Garran, Théâtre de la Commune
- 1976 : Feydeau Farré Loïk d'après Georges Feydeau, mise en scène Jean-Christian Grinevald, Théâtre Essaïon
- 1978 : Bons baisers du Lavandou de Christian Giudicelli, mise en scène Jean-Luc Moreau, Festival de la Cité Carcassonne, Théâtre de l'Est parisien

#### Années 1980
- 1982 : Les Possédés de Fiodor Dostoïevski, mise en scène Denis Llorca, Centre théâtral de Franche-Comté, Festival d'Avignon, Nouveau théâtre de Nice
- 1984 : La Mélodie des strapontins de Pierre Tchernia, lyrics Jacques Mareuil, musique et direction musicale Gérard Calvi, mise en scène Jean-Luc Tardieu, Théâtre Graslin, Opéra de Rennes, Caen, Orléans, Tours, Angers
- 1986 : Chantecler d'Edmond Rostand, mise en scène Jean-Luc Tardieu, Espace 44 Nantes, Tréteaux de France, Festival d'Anjou, Festivals Carcassonne, Sisteron
- 1986 : Le Ventriloque opéra de Marcel Landowski, mise en scène Jean-Luc Tardieu, Théâtre Graslin
- 1988 : La Métamorphose d'après Franz Kafka, mise en scène Steven Berkoff, Théâtre du Gymnase Marie Bell

#### Années 1990
- 1990 : Les Fourberies de Scapin de Molière, mise en scène Jean-Pierre Vincent, Festival d'Avignon, Théâtre Nanterre-Amandiers
- 1991 : Les Fourberies de Scapin de Molière, mise en scène Jean-Pierre Vincent, Théâtre de Nice
- 1991 : Voltaire Rousseau de et mise en scène Jean-François Prévand, Théâtre La Bruyère, Théâtre de la Gaîté-Montparnasse
- 1993 : L'Avare de Molière, mise en scène Jean-Luc Moreau, Théâtre des Bouffes-Parisiens
- 1995 : Moi qui ai servi le Roi d'Angleterre d'après Bohumil Hrabal, mise en scène Michel Dubois, Comédie de Caen
- 1996 : Moi qui ai servi le Roi d'Angleterre d'après Bohumil Hrabal, mise en scène Michel Dubois, Théâtre national de Chaillot, Nouveau théâtre d'Angers
- 1998 : Baby Doll de Tennessee Williams, mise en scène Henri Lazarini, Théâtre Mouffetard

#### Années 2000
- 2000 : Le Sire de Vergy de Gaston Arman de Caillavet et Robert de Flers, musique Claude Terrasse, mise en scène Alain Sachs, Théâtre des Bouffes-Parisiens
- 2001 : Effroyables Jardins de Michel Quint, mise en scène Gérard Gelas, Théâtre du Chêne Noir
- 2001 : Le Bourgeois gentilhomme de Molière, mise en scène Jean-Paul Bouron, Théâtre de Nîmes, Théâtre de Béziers, Opéra royal du château de Versailles
- 2004 : Les Bonniches de Daniel Besse, mise en scène Alain Sachs, Théâtre Hébertot
- 2005 : Choses vues (à droite et à gauche et sans lunettes) d'après la correspondance d'Erik Satie, mise en scène Jean-Luc Tardieu, Festival de la Correspondance Grignan, Théâtre de la Gaîté-Montparnasse
- 2006, 2007 : Le Roi Lear de William Shakespeare, mise en scène André Engel, Odéon-Théâtre de l'Europe Ateliers Berthier
- 2007 : Du malheur d'avoir de l'esprit d'Alexandre Griboïedov, mise en scène Jean-Louis Benoît, Théâtre national de Chaillot, Théâtre des Célestins, Théâtre national de Nice, Théâtre de la Criée
- 2008 : Dom Juan de Molière, mise en scène Philippe Torreton, Théâtre Marigny : Sganarelle

#### Années 2010
- 2010 : Louis Jouvet-Romain Gary 1945-1951 d’après leur correspondance et Tulipe ou la Protestation de Romain Gary, mise en scène Gabriel Garran, Théâtre de la Commune
- 2011 : Les Mémoires d’Outre-Tombe d'après Chateaubriand, spectacle conçu et mis en scène par Jean-Luc Tardieu, couturière à Joinville-le-Pont le 15 juin 2011, avant Avignon en juillet[1].
- 2011 : H.H, texte et mise en scène Jean-Claude Grumberg, Théâtre du Rond-Point
- 2012 : Le Dragon, de Evgueni Schwartz, mise en scène Stéphane Douret, Théâtre 13
- 2013 : Le mal court de Jacques Audiberti, mise en scène Stéphanie Tesson, Théâtre de poche Montparnasse
- 2013 : Ferré, Ferrat, Farré textes et chansons de Léo Ferré, Jean Ferrat, Jean-Paul Farré, de et par Jean-Paul Farré, mise en scène Ghislaine Lenoir, Vingtième Théâtre
- 2014 : Voltaire Rousseau de et mise en scène Jean-François Prévand, Théâtre de poche Montparnasse
- 2015 : Le Roi Lear de William Shakespeare, mise en scène Jean-Luc Revol, Théâtre de la Madeleine
- 2017 : Hôtel des deux mondes, de Eric-Emmanuel Schmitt, mise en scène Anne Bourgeois, Théâtre Rive Gauche
- 2017 et 2018 : Fratelli de Dorine Hollier , mise en scène Stéphane Cottin, Festival d'Avignon off
- 2017 : Le Pavé dans la Marne de Jean Paul Farré , mise en scène Ivan Morane, Théâtre Le Lucernaire
- 2019 : Tchekhov à la folie : L'Ours et Une demande en mariage de Anton Tchekhov, mise en scène Jean-Louis Benoît, Théâtre de Poche Montparnasse

#### Années 2020
- 2021 : Dessine-moi un piano de Jean-Paul Farré, mise en scène Stéphane Cottin, festival off d'Avignon, Centre national de création d'Orléans
- 2022 : Les Chaises d'Eugène Ionesco, mise en scène Stéphanie Tesson, théâtre de Poche Montparnasse
- 2023 : Irrésistible Offenbach de Bruno Druart et Patrick Angonin, mise en scène Anne Bourgeois, théâtre de Passy
- 2023 : De la servitude volontaire de LM Formentin, d’après le texte éponyme d’Étienne de la Boétie, mise en scène Jacques Connort, Festival d'Avignon
- 2024 : Beethoven, la malédiction de Gérard Savoisien, mise en scène Stéphane Cottin, Festival off d'Avignon La Scala Provence
- 2025 : De la servitude volontaire de LM Formentin, d’après le texte éponyme d’Étienne de la Boétie, mise en scène Jacques Connort, au théâtre Essaïon (Paris)
- 2025 : Tchekhov à la folie : L'Ours et Une demande en mariage de Anton Tchekhov, mise en scène Jean-Louis Benoît, Théâtre de Poche Montparnasse

### Spectacles en solitaire
- 1974 : Jean-Paul Farré avec un accent aigu - Théâtre Mécanique Paris
- 1975 : Un Farré peut en cacher un autre - La Chartreuse de Villeneuve-lès-Avignon, La Péniche-Théâtre Paris
- 1978 : Trois pianos et un cactus - Printemps de Bourges, Théâtre de Dix Heures Paris - Sortie en disque vinyle, Label : Écoute S'Il Pleut[2].
- 1980 : Le Farré sifflera trois fois - Théâtre de la Cité internationale Paris, Théâtre du Palais des Glaces PARIS - Sortie en disque vinyle
- 1981 : Le trans Farré Express - Théâtre de la Ville Paris
- 1981 : Les contes pour piano - Théâtre du Palais des Glaces Paris - Sortie en disque vinyle
- 1983 : Le dernier soliste - Maison des arts Créteil, Carré Sylvia Monfort Paris - Sortie en disque vinyle
- 1984 : Mystère et boule de gamme, musique de Christian Maire, festival Performance d'acteur, Cannes
- 1986 : Vingt ans de pianos forcés, Théâtre Fontaine Paris
- 1994 : Les animaux malades de la piste, mise en scène de Vincent Colin et Agnès Boury - Festival d'Avignon, Bouffes du Nord Paris
- 1999 : Le retour à la case piano ou l'histoire d'un pianiste fêlé de et avec Jean-Paul Farré, mise en scène Christian Schiaretti et Jacques Voizot, Théâtre de l'Est parisien
- 2000 : Le retour à la case piano ou l'histoire d'un pianiste fêlé de et avec Jean-Paul Farré, mise en scène Christian Schiaretti et Jacques Voizot, Théâtre des Nouveautés
- 2001 : La traversée de la musique en solitaire - Mise en scène de Nicolas Briançon, Théâtre de St Quentin-en-Yvelines
- 2008 : Les Douze Pianos d'Hercule de Jean-Paul Farré, mise en scène Jean-Claude Cotillard, Théâtre du Chien-qui-Fume Festival d'Avignon off
- 2010 : Les Douze Pianos d'Hercule de Jean-Paul Farré, mise en scène Jean-Claude Cotillard, Petit Théâtre Hébertot. Molière du Théâtre Musical 2010
- 2021 : Dessine-moi un piano, mise en scène Stéphane Cottin, Théâtre des Gémeaux d'Avignon OFF

## Publications
- L'Homme qui voulait être directeur de théâtre... Et autres nouvelles, Éditions L'Harmattan, 2010  (ISBN 2296138284 et 978-2296138285)
- Le Pavé dans la Marne, Riveneuve éditions, 2014  (ISBN 978-2-36013-236-2)

## Distinctions
- Molières 1988 : Nomination au Molière du comédien dans un second rôle pour La Métamorphose
- Molières 1991 : Nomination au Molière du comédien dans un second rôle pour Les Fourberies de Scapin
- Molières 2006 : Nomination au Molière du comédien dans un second rôle pour Le Roi Lear
- Molières 2010 : Molière du théâtre musical pour Les Douze Pianos d'Hercule